# Sancta Susanna

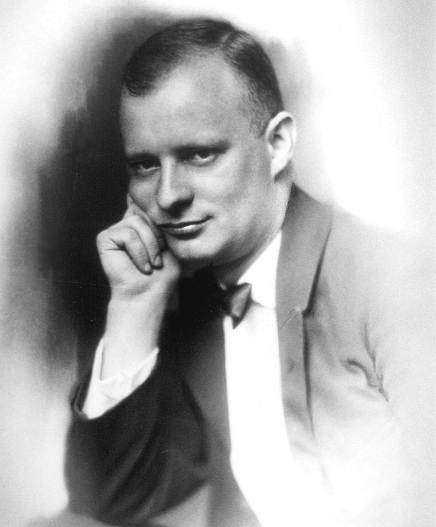
Paul Hindemith, 1923

Sancta Susanna est un opéra de jeunesse de Paul Hindemith sur un livret en allemand d'August Stramm. Composé en deux semaines en janvier-février 1921, il a été créé le 26 mars 1922 à l'Operhaus de Francfort.
L'œuvre est la troisième d'un triptyque d'opéras en un acte influencés par l'expressionnisme, les deux premiers étant Mörder, Hoffnung der Frauen op. 12 (1921) et Das Nusch-Nuschi op. 20 (1921). Ces trois opéras scandalisèrent le public et attirèrent l'attention sur le jeune compositeur.
Le chef d'orchestre Fritz Busch qui dirigea à Stuttgart en 1921 les créations des deux premières parties du triptyque refusa de diriger l'opéra pour des raisons morales. Le triptyque ne put être joué en entier que l'année suivante à Francfort. Le public réserva un accueil chaleureux à l'œuvre, mais les instances de l'Église et les conservateurs protestèrent et firent interdire les représentations pendant la semaine sainte.

## Synopsis
L'opéra s'ouvre dans un couvent, la nuit. Susanna est en prière devant l'autel. Klementia, une religieuse plus âgée, croit voir sainte Suzanne. Susanna entend des sons (l'orgue) et des voix (la servante et le valet qui font l'amour dans le jardin), elle les fait venir dans la chapelle, elle est prise de désir comme une autre sœur, il y a quarante ans, qui a pressé son corps nu contre le crucifix de l'autel. Puis, raconte Klementia, elle est tombée, on l'a emmurée vivante et on a mis un linge sur les reins du Christ. Susanna se dénude, enlève le linge du crucifix. La cloche de l'angélus retentit. Les nonnes demandent à Susanna d'avouer, elle refuse et elles la maudissent au cri de « Satan ! ».
Durée approximative : 25 minutes.

## Instrumentation
2 flûtes, 1 piccolo, 2 hautbois, 1 cor anglais, 3 clarinettes, 1 clarinette basse, 2 bassons, 1 contrebasson, 4 cors, 2 trompettes, 3 trombones, 1 tuba
Timbales, Percussions, 1 harpe, Célesta, Cordes
En coulisses : Flûtes, Orgue, Cloches

## Rôles
| Rôle             | Voix       | Création 26 mars 1922 Opéra de Francfort direction : Ludwig Rottenberg | Création en France 13 mars 2003 Opéra de Montpellier direction Friedemann Layer |
| ---------------- | ---------- | ---------------------------------------------------------------------- | ------------------------------------------------------------------------------- |
| Susanna          | soprano    | Emma Holl                                                              |                                                                                 |
| Klementia        | contralto  | Magda Spiegel                                                          |                                                                                 |
| La vieille nonne | contralto  | Betty Mergler                                                          |                                                                                 |
| Une servante     | rôle parlé | Meta Liebermann                                                        |                                                                                 |
| Un valet         | rôle parlé | Karl Giebel                                                            |                                                                                 |

## Enregistrements
- Orchestre symphonique de la Radio de Berlin, direction Gerd Albrecht, Helen Donath, Gabriele Schnaut, Gabriele Schrekenbach, Wergo 1984
- Orchestre philharmonique de la BBC, direction Yan Pascal Tortelier, Susan Bullock (en), Della Jones, Ameral Gunson, Chandos 1998

## Controverses
En octobre 2024, une version modernisée de la pièce jouée à Stuttgart démarre une controverse au sein de la communauté catholique du pays.